# Carillo Gritti
Carillo Gritti (Martinengo, 12 maggio 1942 – São Raimundo Nonato, 9 giugno 2016) è stato un vescovo cattolico e missionario italiano.

## Biografia
Carillo Gritti nacque a Martinengo il 12 maggio 1942. Era l'ultimo di undici fratelli, cinque dei quali religiosi.

### Formazione e ministero sacerdotale
Entrato nell'Istituto missioni Consolata compì gli studi di filosofia dal 1961 al 1962 e di teologia dal 1963 al 1965 nel seminario vescovile di Bergamo. Il 2 ottobre 1966 emise la professione solenne.
Il 18 marzo 1967 fu ordinato diacono a Torino. Il 24 giugno successivo fu ordinato presbitero. In seguito prestò servizio come assistente degli studenti di teologia del suo Istituto a Roma e poi amministratore di una comunità della consolata a Torino dove conseguì la licenza di geometra. Nel 1970 venne nominato economo e poi superiore del seminario minore di Boario Terme.
Nel 1979 venne destinato alla missione amazzonica di Boa Vista. In seguito fu parroco della parrocchia di Santa Lucia a Manaus e professore di Sacra Scrittura nell'Istituto di pastorale, filosofia e teologia dell'arcidiocesi dal 1984 al 1994. Dal 1995 al 1997 studiò per il dottorato in teologia biblica presso la Pontificia università urbaniana a Roma. Terminati gli studi tornò in Brasile e riassunse i precedenti incarichi. Si occupò anche di pastorale giovanile.

### Ministero episcopale
Il 5 gennaio 2000 papa Giovanni Paolo II lo nominò vescovo-prelato di Itacoatiara. Ricevette l'ordinazione episcopale il 19 marzo successivo nella cattedrale metropolitana dell'Immacolata Concezione a Manaus dall'arcivescovo Alfio Rapisarda, nunzio apostolico in Brasile, co-consacranti l'arcivescovo metropolita di Manaus Luiz Soares Vieira e il vescovo di Parintins Giuliano Frigeni. Prese possesso della prelatura territoriale il 26 marzo successivo con una cerimonia presieduta da monsignor Luiz Soares Vieira.
Tra le sue opere come prelato di Itacoatiara vi fu il restauro totale della cattedrale di Nostra Signora del Rosario.
Nell'ottobre del 2010 compì la visita ad limina.
Nel 2010 ricevette il titolo di cittadino di Amazonas nell'Assemblea legislativa dello stato di Amazonas dagli allora deputati Belarmino Lins, Therezinha Ruiz e Nelson Azedo.
Colpito da un linfoma, il 13 aprile 2016 fu ricoverato all'ospedale UNIMED di Manaus. Morì nella canonica di São Raimundo Nonato il 9 giugno 2016 all'età di 74 anni. Le esequie si tennero l'11 giugno alle ore 8 nella chiesa parrocchiale di Santa Lucia a Manaus e furono presiedute da monsignor Sérgio Eduardo Castriani. È sepolto accanto all'altare maggiore della cattedrale di Nostra Signora del Rosario a Itacoatiara.

## Genealogia episcopale
La genealogia episcopale è:
- Cardinale Scipione Rebiba
- Cardinale Giulio Antonio Santori
- Cardinale Girolamo Bernerio, O.P.
- Arcivescovo Galeazzo Sanvitale
- Cardinale Ludovico Ludovisi
- Cardinale Luigi Caetani
- Cardinale Ulderico Carpegna
- Cardinale Paluzzo Paluzzi Altieri degli Albertoni
- Papa Benedetto XIII
- Papa Benedetto XIV
- Papa Clemente XIII
- Cardinale Enrico Benedetto Stuart
- Papa Leone XII
- Cardinale Chiarissimo Falconieri Mellini
- Cardinale Camillo Di Pietro
- Cardinale Mieczysław Halka Ledóchowski
- Cardinale Jan Maurycy Paweł Puzyna de Kosielsko
- Arcivescovo Józef Bilczewski
- Arcivescovo Bolesław Twardowski
- Arcivescovo Eugeniusz Baziak
- Papa Giovanni Paolo II
- Arcivescovo Alfio Rapisarda
- Vescovo Carillo Gritti, I.M.C.